# Carl Solomon
Carl Solomon (New York, 30 marzo 1928 – New York, 26 febbraio 1993) è stato un poeta e scrittore statunitense.

## Biografia
Nato nel Bronx, la morte del padre nel 1939 segnò la sua vita "gettandolo in completa confusione", come lui stesso ebbe a dire in seguito. Dopo il diploma di scuola superiore entrò nel City College di New York, senza tuttavia terminare gli studi a causa del suo arruolamento nei Marines, nel 1944. Fu allora che si avvicinò all'esperienza surrealista e dadaista: a Parigi assisté ad un'esibizione di Antonin Artaud, di cui si ritenne sempre un seguace.
Decise così di compiere la scelta secondo lui dadaista di farsi volontariamente internare nel manicomio di Rockland. Nella sala d'aspetto dell'ospedale psichiatrico incontrò Allen Ginsberg, in visita alla madre malata. Ginsberg immortalò Carl Solomon nella sua prima raccolta di poesie, Urlo (Howl). I primi versi dell'omonima poesia sono probabilmente un manifesto dell'ideologia delle avanguardie dell'epoca: "Ho visto le menti migliori della mia generazione distrutte dalla pazzia, affamate nude isteriche, trascinarsi per strade di negri all'alba in cerca di droga rabbiosa [...]". Ginsberg così rese noto Solomon al grande pubblico; la loro amicizia durò fino alla vecchiaia.
Uno degli scritti più importanti di Solomon è stato "Report from the Asylum: Afterthoughts of a Shock Patient", una denuncia della pratica dell'elettroshock sui pazienti degli ospedali psichiatrici: oltre alla propria personale esperienza in manicomio, Solomon pensò anche all'internamento subito in Francia proprio dal suo maestro, Artaud.
Negli anni Sessanta Solomon pubblicò con la rivista "Beach Books" di Mary Beach, distribuita dalla City Lights Books, due raccolte tascabili di poesie in prosa: "Mishaps, Perhaps" (1966) e "More Mishaps" (1968). Collaborò con numerose riviste letterarie, tra cui "New Directions Annual", "American Book Review", e "The New Leader". Nel 1989 raccolse i suoi scritti e le sue poesie in "Emergency Messages".